# Penn Township (comté de Johnson, Iowa)
Pour les articles homonymes, voir Penn Township.
Penn Township est un township du comté de Johnson en Iowa, aux États-Unis,.
Il est fondé en 1846. Il est nommé en référence à William Penn.

## Source de la traduction
- (en) Cet article est partiellement ou en totalité issu de l’article de Wikipédia en anglais intitulé « Penn Township, Johnson County, Iowa » (voir la liste des auteurs).